# Linux.com
Linux.com — веб-сайт, находящийся в собственности Linux Foundation.

## История
Изначально домен принадлежал Andover.net, позже был приобретён VA Linux Systems (которая позднее была переименована в VA Software, а затем — в SourceForge; сейчас это Geeknet). Сайт специализировался на предоставлении новостей и услуг по бесплатному программному обеспечению. Сообщалось о 25 миллионах загрузок в течение первого месяца работы.
Linux.com приостановил публикацию новых статей в декабре 2008 года, но в начале 2009 года заявил о скором восстановлении публикаций после некоторых изменений в работе.
3 марта 2009 года Linux Foundation заявил о том, что сайт отныне находится под его управлением.